# Èba
Pour les articles homonymes, voir Piron.
L'èba (encore appelé èba rouge ou piron) en langue  Yoruba est un classique de la cuisine béninoise fait à base de farine de manioc (gari).

## Description
Cuisiné avec du gari (farine de manioc). Il est consommé dans le sud du Bénin en plusieurs préparations, piron rouge ou blanc.

## Ingrédients
Pour la préparation du piron, on utilise une cuillère à soupe d'huile, 1/2 oignon coupé en dés, 1,5 L d'eau, 500 g de gari, 1 cuillère à café de poivre en poudre, 1 à 2 cuillère à café de sel, 2 cuillères à soupe de tomate concentrée.

## Préparation
Dans une marmite sur feu moyen, porter l'eau à ébullition, puis baisser le feu et ajouter le sel, l'huile, du poivre en poudre tout en ajoutant la tomate et attendre cinq à sept minutes de cuisson. Ensuite ajouter le gari sans cesser de remuer jusqu'à l’obtention d'une pâte homogène plus au moins molle selon le goût de chacun. Éteindre immédiatement le feu une fois le gari bien incorporé.

## Galerie de photos

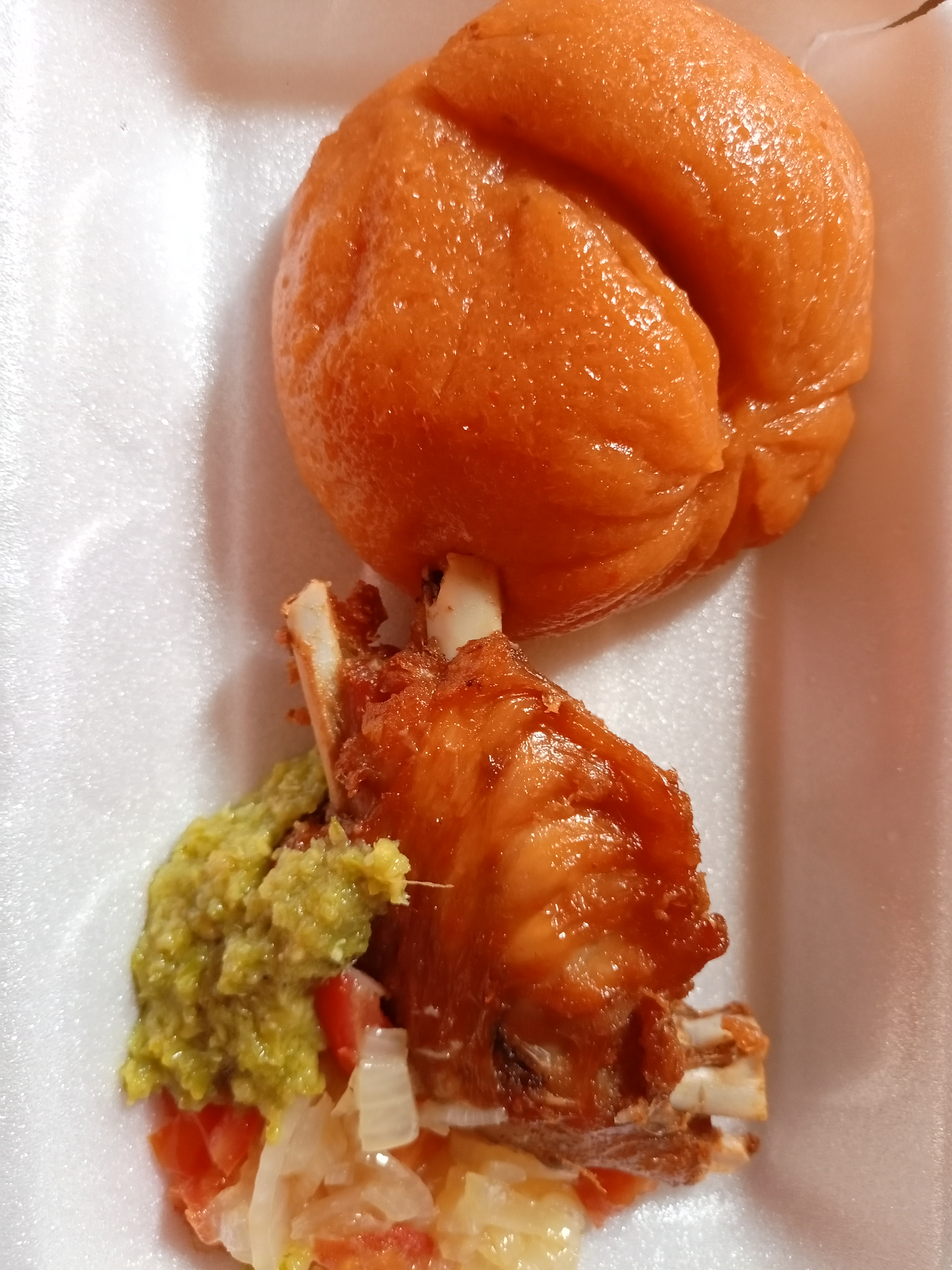
Èba rouge (Piron) accompagné de viande et de piment
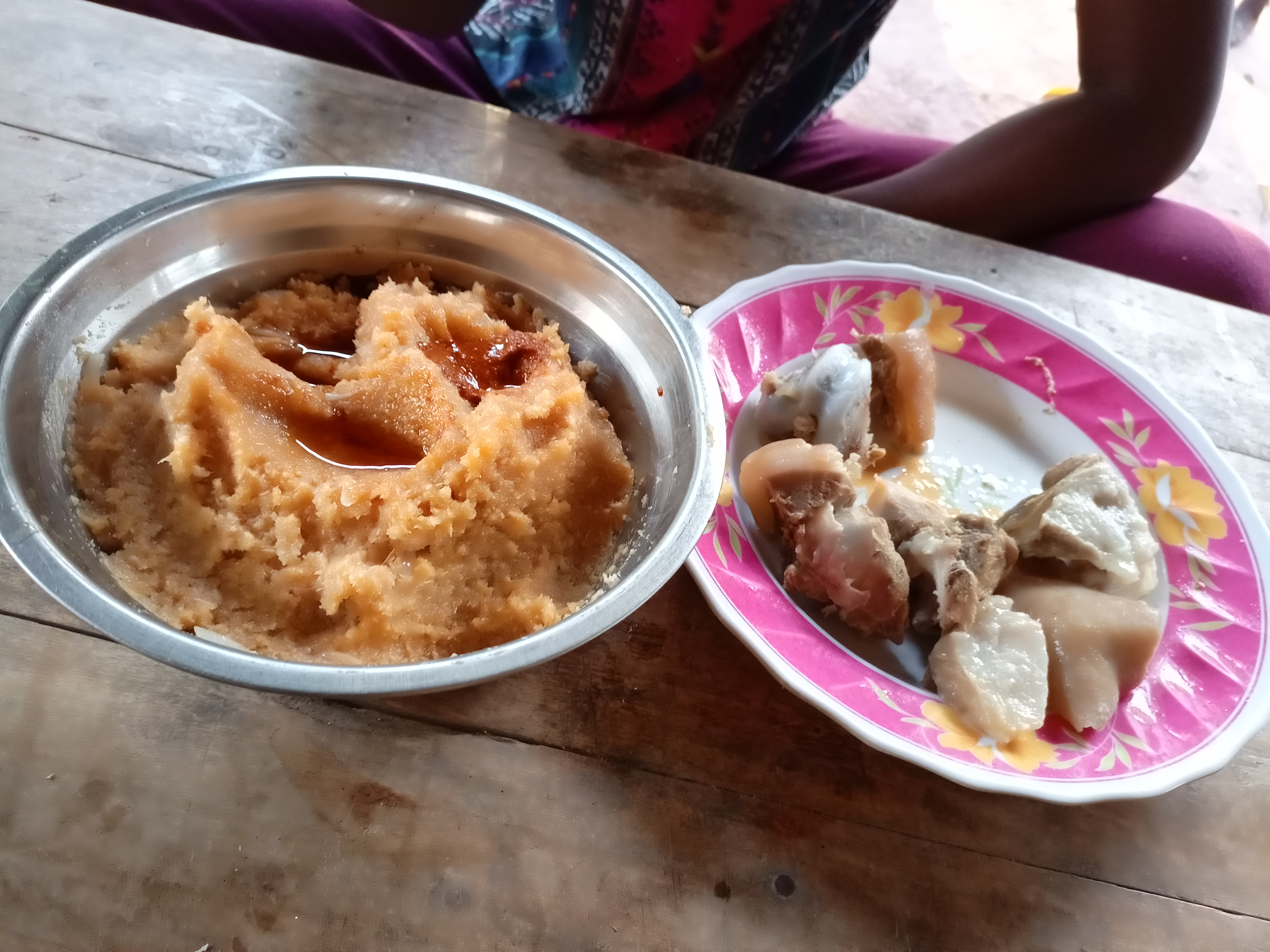
Èba rouge (Piron) accompagné de viande de porc, d'Akassa et de piment.
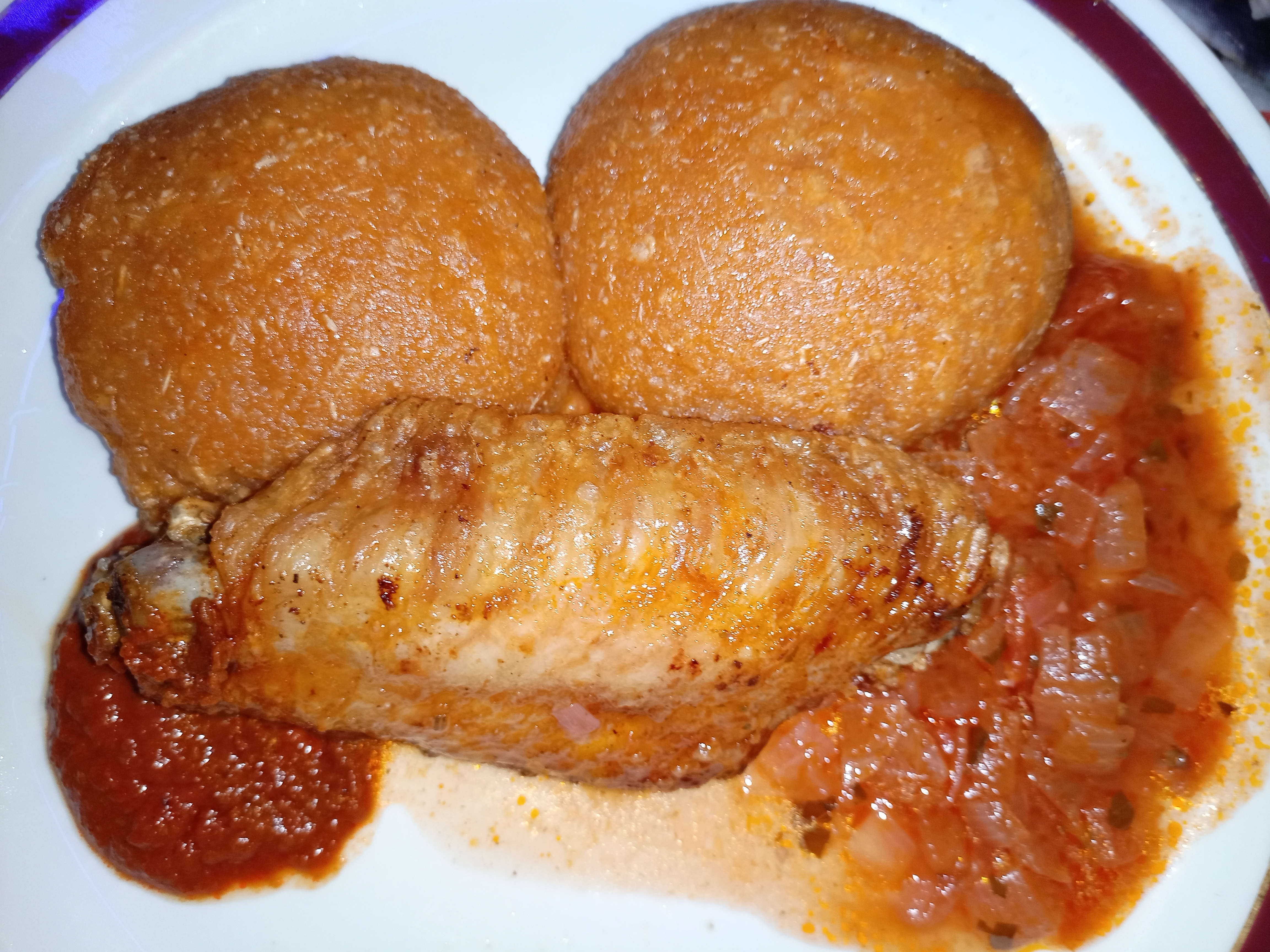
Piron accompagné d'un aileron de poulet.

### Articles Connexes
- Cuisine béninoise